# Новая (Междуреченский район)
Новая — деревня в Междуреченском районе Вологодской области на реке Нозьма.
Входит в состав Старосельского сельского поселения (с 1 января 2006 года по 8 апреля 2009 года входила в Ноземское сельское поселение), с точки зрения административно-территориального деления — в Ноземский сельсовет.
Расстояние до районного центра Шуйского по автодороге — 23 км, до центра муниципального образования Старого по прямой — 7 км. Ближайшие населённые пункты — Фролово, Семенково, Оброшино, Михалково, Подлесное.
По переписи 2002 года население — 63 человека (27 мужчин, 36 женщин). Преобладающая национальность — русские (86 %).